# Karel Ančerl
Karel Ančerl (ur. 11 kwietnia 1908 w Tučapach, zm. 3 lipca 1973 w Toronto) – czeski dyrygent.

## Życiorys
W latach 1925–1929 studiował w Konserwatorium Praskim, gdzie jego nauczycielami byli Otakar Šourek (instrumenty perkusyjne) oraz Jaroslav Křička i Alois Hába (kompozycja). Pod kierunkiem Háby napisał utwory ćwierćtonowe: Suitę fortepianową (1928) oraz Muzykę na kwartet smyczkowy (1928–1929). W latach 1929–1931 przebywał w Królewcu, gdzie był uczniem i asystentem Hermanna Scherchena. Od 1933 do 1934 roku uczył się w Pradze dyrygentury u Václava Talicha. W latach 1933–1938 pełnił funkcję dyrygenta orkiestry radia czechosłowackiego.
Jako osoba pochodzenia żydowskiego został po wkroczeniu wojsk niemieckich do Czech w 1939 roku pozbawiony pracy. W 1942 roku został deportowany do obozu koncentracyjnego Theresienstadt, gdzie był dyrygentem i skrzypkiem orkiestry obozowej. W 1944 roku poprowadził w obozie premierę kompozycji Pavla Haasa Studie. Pod koniec 1944 roku Ančerl został wywieziony w transporcie do obozu zagłady Auschwitz-Birkenau. Udało mu się przeżyć pobyt w obozie, zginęła tam jednak cała jego rodzina.
Po wyzwoleniu wrócił do Pragi, gdzie w latach 1945–1950 ponownie dyrygował orkiestrą czechosłowackiego radia. Od 1950 roku pełnił funkcję głównego dyrygenta České filharmonie. Koncertował w krajach europejskich, Ameryce Północnej, Japonii i Australii. W 1966 roku otrzymał tytuł artysty narodowego. W sierpniu 1968 roku wyjechał do Tanglewood, by w zastępstwie Charles’a Müncha poprowadzić Boston Symphony Orchestra. Ze względu na inwazję wojsk Układu Warszawskiego na Czechosłowację zdecydował się nie wracać do kraju. W 1969 roku został dyrygentem orkiestry symfonicznej w Toronto.
W 1993 roku jego prochy zostały sprowadzone do kraju i pochowane na Cmentarzu Wyszehradzkim.